# Temple de Véiovis
Le temple de Véiovis (latin : Aedes Veiovis) est un petit temple romain situé à Rome, sur la colline du Capitole.

## Localisation
Le temple se situe sur la colline du Capitole, près de l'Asylum, localisé inter duos lucos par les auteurs antiques. Il a été identifié avec les vestiges d'un petit temple découverts en 1939 sous le coin sud-ouest du Palazzo Senatorio.

## Fonction
Le temple est dédié à la divinité infernale Véiovis. Cette dernière pourrait être assimilée à Apollon, une idée renforcée après la découverte en 1942 d'une statue de Véiovis représenté sous des traits apolliniens. On note également une similitude entre le nom de Veiovis (Ve-iovis) et Iovis, le génitif latin de Jupiter. Le préfixe Ve- marque la nature infernale de la divinité et lui confère un aspect redoutable.
Le culte capitolin de Véiovis semble être lié au droit d'asile fondé par Romulus, une forme d'asile de sanctuaire relevant du droit sacré,. La divinité joue un rôle dans le principe d'inviolabilité du sanctuaire capitolin en permettant aux suppliants de se placer sous sa protection,. Il est possible que les individus ne respectant pas le droit d'asile aient pu être voués à Véiovis par le biais de la sacratio,.

## Histoire
D'après les auteurs antiques, la présence du culte de Véiovis à Rome remonte à l'époque royale,. Néanmoins, le temple n'est voué qu'en 200 av. J.-C. par le préteur Lucius Furius Purpureo (en) lors de la bataille de Crémone et la dédicace du temple sur le Capitole par Quintus Marcius Ralla n'est datée que du IIe siècle av. J.-C.,, en 192 av. J.-C.,. L'antériorité du culte n'est qu'une hypothèse.
Le temple est restauré une première fois au milieu du IIe siècle av. J.-C. Les vestiges mis au jour appartiennent à une restauration plus tardive, peut-être contemporaine de la construction du Tabularium en 78 av. J.-C. Le plan de ce dernier est d'ailleurs adapté afin de s’accommoder de la présence du petit temple. Le temple de Véiovis est de nouveau restauré sous Domitien après le grand incendie de 80 apr. J.-C.

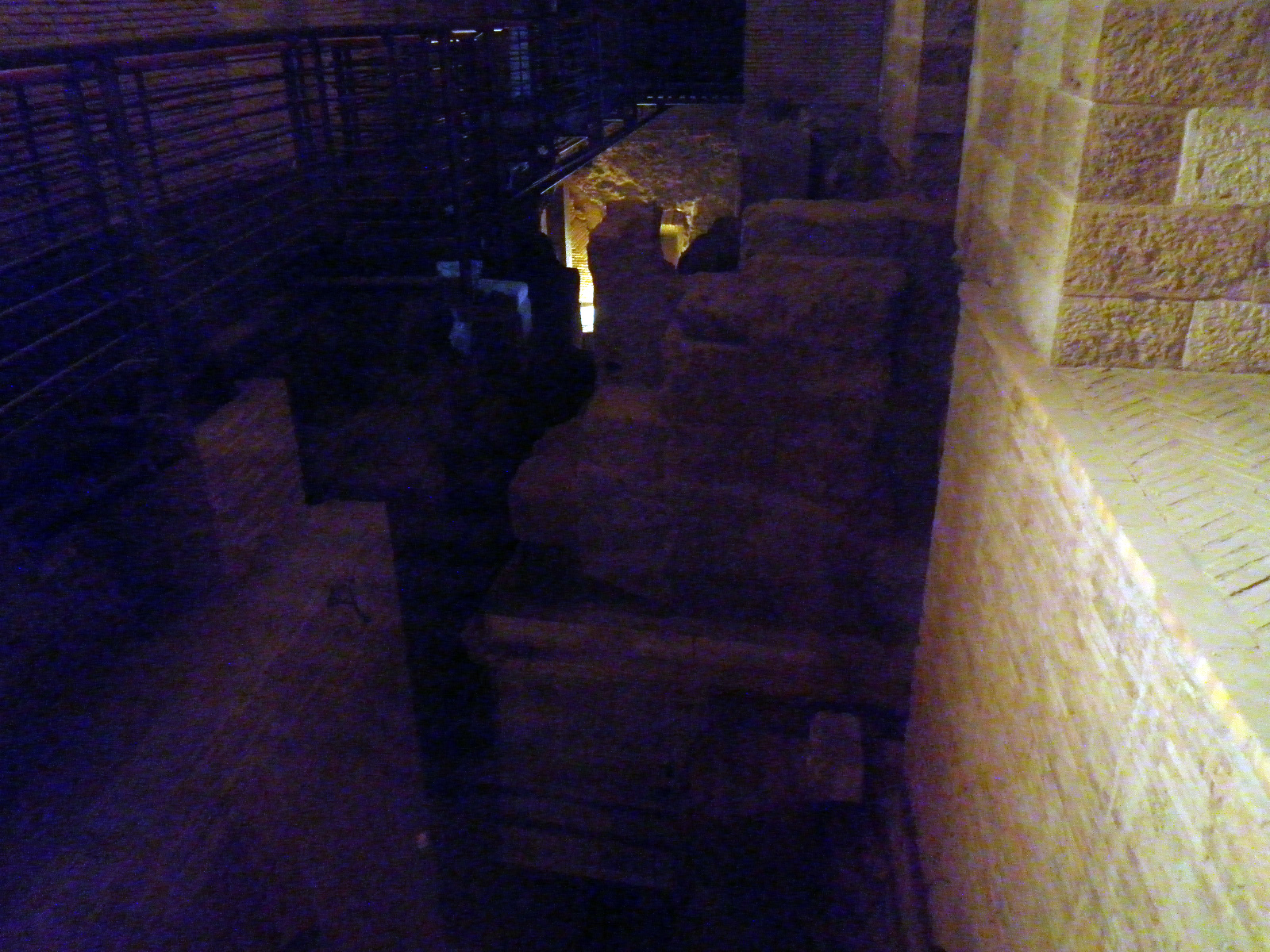
Vestiges du temple.
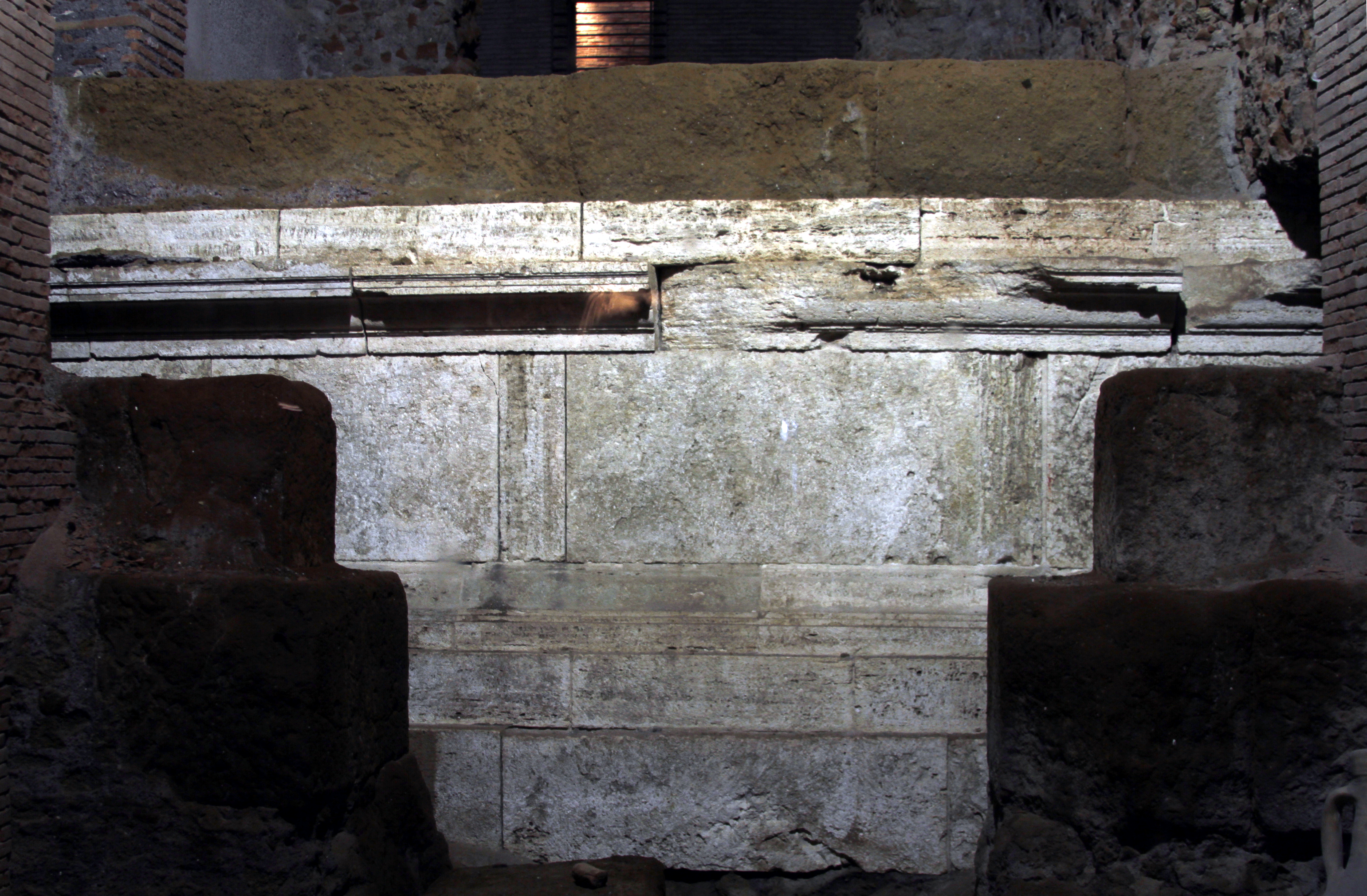
Vestiges du temple.
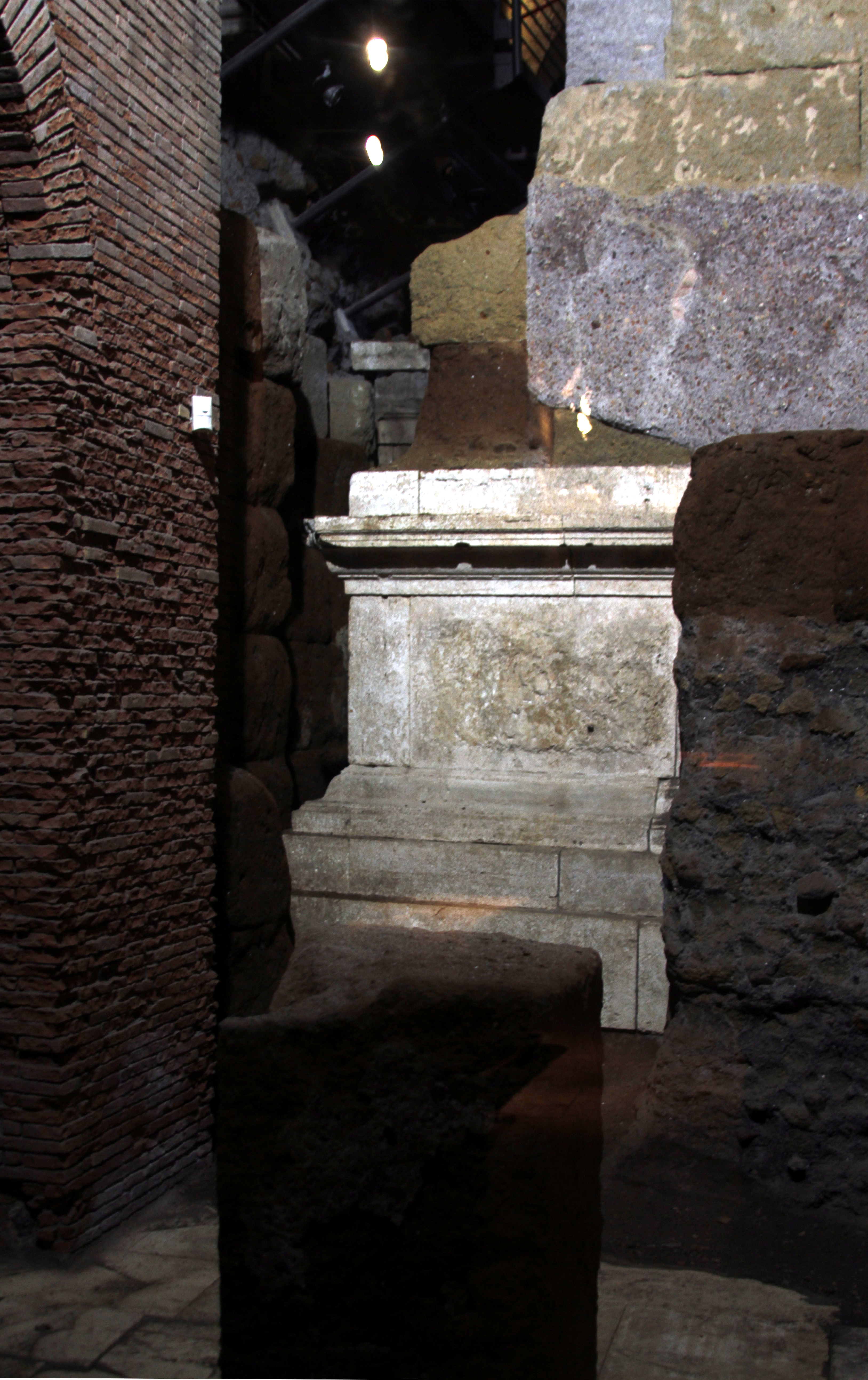
Vestiges du temple.

## Description
Le temple est construit selon un plan particulier puisque sa cella est plus large que profonde (15 sur 8,9 mètres), une particularité bien mise en évidence lors des fouilles, peut-être due au manque d'espace lors de la construction. Ce plan rappelle celui du temple de la Concorde ou du temple des Dioscures in circo Flaminio. Selon Vitruve, le temple se dresse sur un podium en travertin. Il est prostyle tétrastyle, c'est-à-dire que son pronaos est large de quatre colonnes. Un petit autel en marbre occupe le centre du pronaos. La cella abrite une grande statue de culte qui est aujourd'hui exposée dans une salle du Tabularium. Découverte à proximité, la statue a perdu sa tête, ses mains et tous ses autres attributs caractéristiques.

### Ouvrages généraux
- Joëlle Prim, « Vie religieuse au VIe siècle av. J.-C. et topographie urbaine », Mélanges de l'École française de Rome - Antiquité, nos 126-1,‎ 2014
- G. Freyburger, « Le droit d'asile à Rome », LEC, no 60,‎ 1992, p. 139-151
- (en) Filippo Coarelli, Rome and environs : an archaeological guide, University of California Press, 2007, 555 p. (ISBN 978-0-520-07961-8, lire en ligne)

### Ouvrages sur le temple
- (it) M. Albertoni, « Veiovis aedes (in Capitolio) », dans Eva Margareta Steinby (dir.), Lexicon Topographicum Urbis Romae : Volume Quinto T - Z, Edizioni Quasar, 2000, 376 p. (ISBN 88-7140-162-X), p. 99-100
- (en) Lothar Haselberger et David Gilman Romano, « Mapping Augustan Rome : catalogue of entries », Journal of Roman Archaeology, vol. Supplementary Series, no 50,‎ 2002, p. 40-273
- G. Freyburger, « Le dieu Véiovis et l'asile accordé à Rome aux suppliants », dans M. Dreher, Das Antike Asyl : kultische Grundlagen, Rechtliche Ausgestaltung und Politische Funktion, Cologne, 2003, p. 161-175